# San Tirso de Abres
San Tirso de Abres – gmina w Hiszpanii, w prowincji Asturia, w Asturii, o powierzchni 31,41 km². W 2011 roku gmina liczyła 521 mieszkańców.